# Can Flores
Can Flores és una casa d'Amer (Selva) inclosa a l'Inventari del Patrimoni Arquitectònic de Catalunya.

## Descripció
Immoble de tres plantes, entre mitgeres, cobert amb una teulada a dues aigües de vessants a façana. Està ubicat al costat esquerre del Passeig del Firal.
La façana principal, que dona al Passeig del Firal, està estructurada internament en dues crugies. La planta baixa consta de tres obertures a destacar especialment el portal d'accés d'arc carpanell rebaixat amb muntants de pedra ben treballats i escairats.
En el primer pis trobem dues obertures rectangulars equipades amb llinda monolítica, muntants de pedra i la de l'esquerra, que actua com a finestra, amb ampit treballat. La de la dreta, per la seva banda, és projectada com a balconada i equipada amb una barana de ferro forjat. Pel que fa al treball de la forja aplicat a la barana cal dir que és molt auster i que està mancat de qualsevol tipus de gràcia compositiva.
El segon pis, que desenvoluparia les tasques de golfes o galeria, s'ha projectat en format de badius amb quatre arcs de mig punt.
Tanca l'edifici en la part superior un ràfec format per tres fileres: la primera de rajola plana, la segona de rajola en punta de diamant i la tercera de teula.
És important remarcar que l'immoble es troba immers en un estat deplorable de conservació, com així ho acrediten a simple vista diversos factors: des del despreniment de l'arrebossat quedant a la vista totes les pedres fragmentades i els còdols de riu sense desbastar i treballar, passant per les taques d'humitat que trobem repartides per tota la façana i fins a arribar a la balconada, la qual està a punt de caure i amb la barana completament oxidada.